# Pseudoparicana sanguinifrons
Pseudoparicana sanguinifrons är en insektsart som beskrevs av Frederick Arthur Godfrey Muir 1931. Pseudoparicana sanguinifrons ingår i släktet Pseudoparicana och familjen Tropiduchidae. Inga underarter finns listade i Catalogue of Life.